# Run (ø)
 For alternative betydninger, se Run. (Se også artikler, som begynder med Run)
Run er en indonesisk ø og den mindste af Bandaøerne. Den er cirka 3 km lang og mindre end 1 km bred.
Tidligere havde Run stor økonomisk betydning fordi muskatnød var meget værdifuldt og den gang kun voksede på Bandaøerne. Øen blev opdaget af James Lancaster og John Middleton i 1603. De arbejdede for Det britiske Ostindiske kompagni og fik etableret kontakt med de indfødte.
Den 25. december 1616 nåede kaptajn Nathaniel Courthope frem til Run for at undgå at det Hollandske Ostindiske kompagni tog den i besiddelse. Han fik de indfødte til at skrive under på at de accepterede den engelske konge som overhoved for øen. Hollænderne belejrede øen i fire år og da hollænderne havde held til at dræbe Nathaniel Courthope ved et bagholdsangreb forlod englænderne øen.

### Læs mere
- Giles Milton Nathaniel's Nutmeg: How One Man's Courage Changed the Course of History (Sceptre books, Hodder and Stoughton, London).

4°33′8.89″S 129°41′12.26″Ø / 4.5524694°S 129.6867389°Ø